# Мордухович, Александр Михайлович
Алекса́ндр Мордухо́вич (родился 28 марта 1946, Златоуст Челябинской области) — композитор, дипломант международного и всероссийского конкурсов, доцент Магнитогорской государственной консерватории (МаГК), заслуженный работник культуры России.

## Биография
В 1964 г. окончил музыкальное училище им. М. И. Глинки (по двум специальностям: баяну и фортепиано). В 1971 г. окончил Горьковскую (Нижегородскую) консерваторию им М. И. Глинки. В 1995 г. окончил ассистентуру-стажировку Нижегородской консерватории. С 1970 г. работал педагогом на отделении русских народных инструментов Магнитогорского музыкального училища. В настоящее время является доцентом Магнитогорской государственной консерватории. Заслуженный работник культуры России (1995 г.), дипломант всероссийского конкурса (Москва, 2000 г.), дипломант международного конкурса баянистов-аккордеонистов «Кубок Дальнего Востока» (по видеозаписям, г. Владивосток, 2000 г.).
Александр Мордухович — один из ведущих концертных исполнителей Южного Урала, создатель профессиональных концертных ансамблей: русских народных инструментов «Родные напевы» (1980 г.), камерного инструментального ансамбля «Ретро» (1991 г.), инструментального трио «Аккордеон-ретро» (1997 г.). Инструментальный дуэт «Экспромт» (2000 г.).
Александр Мордухович известен как признанный аранжировщик и концертмейстер, сотрудничающий с ведущими солистами-вокалистами Магнитогорска, а также с мужским вокальным ансамблем «Металлург», с которым гастролировал в России и за рубежом.
С 80-х годов началась интенсивная композиторская деятельность Александра Мордуховича, источником которой стали блестящие природные способности музыканта к импровизации. В числе созданного им произведения разных жанров: оркестровые и ансамблевые сочинения, концертные и камерные, инструментальные и вокальные. Лучшие произведения входят в репертуар известных солистов-исполнителей и художественных коллективов России, публикуются в центральных и местных издательствах, записываются на пластинки, аудиокассеты и компакт-диски. Композитор выпустил более 20 авторских сборников. Творческими отчетами стали ежегодные авторские концерты музыканта.